# Philodromus niveus
Philodromus niveus es una especie de araña cangrejo del género Philodromus, familia Philodromidae. Fue descrita científicamente por Vinson en 1863.

## Distribución
Esta especie se encuentra en Madagascar.